# Gmina Bruce (Iowa)

Położenie Gminy Bruce w hrabstwie Benton

Gmina Bruce (ang. Bruce Township) – gmina w USA, w stanie Iowa, w hrabstwie Benton. Według danych z 2000 roku gmina miała 319 mieszkańców.